# Kebontemu
Kebontemu is een bestuurslaag in het regentschap Jombang van de provincie Oost-Java, Indonesië. Kebontemu telt 3238 inwoners (volkstelling 2010).